# Ernest Ellis Clark
Ernest Ellis Clark (Derby, 1869 – 1932) è stato un artista inglese che divenne un artista per la Royal Crown Derby. Tre dei suoi dipinti sono oggi nel Derby Museum and Art Gallery.

## Biografia

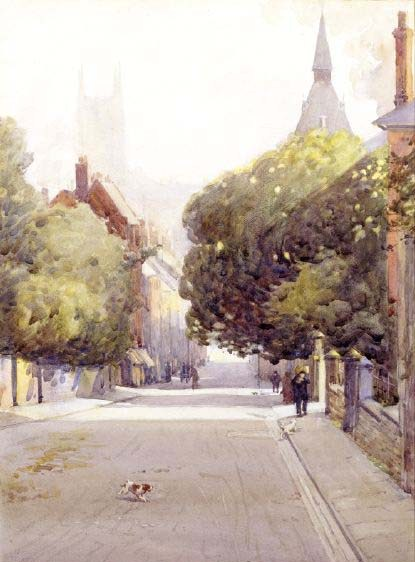
Green Street, Derby

Dopo aver studiato arte in corsi serali iniziò a lavorare presso la Royal Crown Derby facendo poi carriera come insegnante nel Derby College of Art e vinse numerosi premi per la propria arte tra cui la Medaglia Nazionale d'argento in Ornamento e Design. Quarantenne prestò servizio nella Royal Field Artillery  durante la prima guerra mondiale. Il suo unico libro fu una guida per i suoi studenti di disegno sulle forme degli alberi: nel libro fornì i disegni, evitando però di mostrare come creare decorazioni essi. Clark ha detto che "... [per] gli studenti l'unico modo giusto è quello di basare i propri studi direttamente dalla natura." Tre suoi dipinti sono oggi nel Derby Museum and Art Gallery, dopo essere stati donati da Alfred Goodey. Il dipinto di Green Street risale a tre anni prima della costruzione del teatro Hippodrome, sulla sinistra; sulla destra è il College of Art dove Clark si formò.